# Трисино
Трѝсино (на италиански: Trissino; на венециански: Trisino) е градче и община в Северна Италия, провинция Виченца, регион Венето. Разположено е на 125 m надморска височина. Населението на общината е 8784 души (към 2015 г.).